# Калныньш, Бруно
Бруно Калниньш (латыш. Bruno Kalniņš; 7 мая 1899, Тукумс — 26 марта 1990, Стокгольм) — латвийский политик социал-демократического толка, публицист и историк. Сын видных социал-демократов Клары и Паулса Калныньша.
Один из руководящих деятелей ЛСДРП (член Центрального комитета) и ключевых фигур в молодёжном левом движении в межвоенной Латвии. Редактор Ziņotājs, Darba Jaunatne, Latvijas Sociāldemokrātiskās Strādnieku Partijas CK Ziņotājs, Strādnieku Sports, Latvijas Strādnieku Sports и Strādnieku Sports un Sargs. Член Народного совета Латвии. Депутат всех довоенных созывов сейма Латвии. После переворота Карлиса Улманиса арестован и выслан из страны.
В июле 1940 году вернулся в Латвию из Швеции после изгнания во время авторитарного правления К. Улманиса; был начальником политуправления Народной армии Латвии с июля по сентябрь 1940 года. Во время нацистской оккупации арестован и отправлен в концентрационный лагерь, откуда был освобождён в 1944 году.
После Второй мировой войны — вновь эмигрант в Швеции, почётный председатель Социнтерна, автор книг об истории России и балтийских стран.